# Antonio Zuccarelli
Antonio Zuccarelli (1753 – 1818) è stato un pittore e miniaturista italiano attivo tra la seconda metà del XVIII secolo e l'inizio del XIX; è noto per la sua produzione di ritratti e miniature, spesso realizzate su supporti preziosi come l’avorio.

## Biografia
Le informazioni biografiche su Zuccarelli sono limitate, ma le sue opere testimoniano una certa raffinatezza tecnica e una predilezione per il ritratto aristocratico. È vissuto in un periodo di transizione tra il tardo barocco e il neoclassicismo, e il suo stile riflette influenze di entrambe le correnti. Sebbene non sia tra i pittori più noti del suo tempo, Antonio Zuccarelli rappresenta una figura interessante per gli studiosi e collezionisti di miniature italiane del Settecento. La sua produzione contribuisce alla comprensione della ritrattistica privata e della cultura visiva dell’epoca.

### Opere

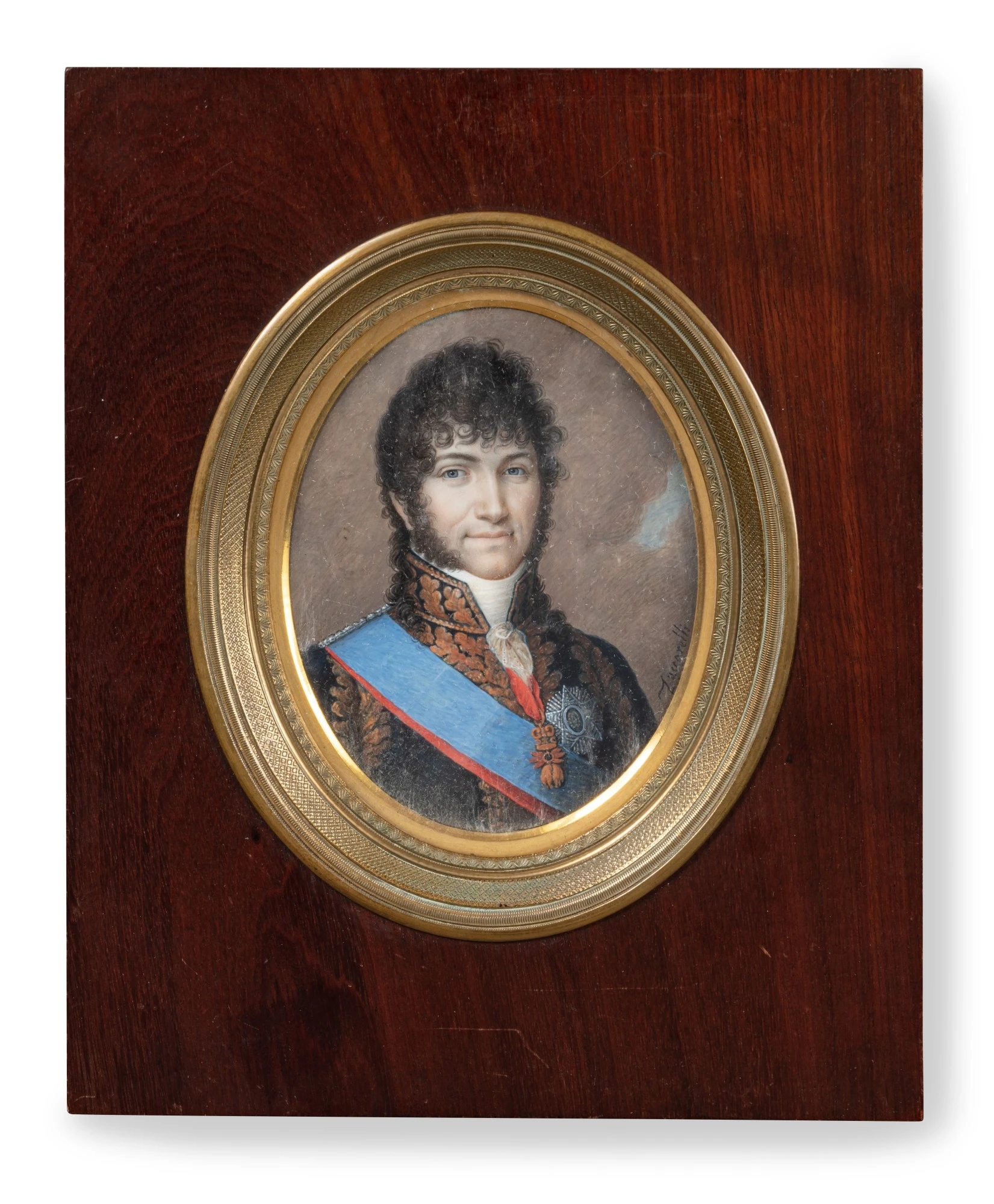
Ritratto di Gioacchino Murat, re di Napoli, miniatura venduta all'asta da Sotheby's nel 2021

Le opere di Zuccarelli compaiono occasionalmente in aste internazionali e su piattaforme dedicate ed appartengono principalmente a collezioni private. Le sue creazioni sono apprezzate per la delicatezza dei dettagli e la resa espressiva dei soggetti.
- Ritratto di signora con colonna
- Ritratto di Gioacchino Murat, re di Napoli
- Bellezza nuda
- Primavera